# Skämtvisa
Skämtvisa är dels en allmän beteckning på visor med komiskt eller satiriskt innehåll, dels ett samlingsnamn på en grupp visor inom genren medeltidsballader. I den äldre balladkategoriseringen (t.ex. Grundtvigs i Danmarks gamle Folkeviser I-XII, Köpenhamn 1853-1976) räknades till en början inte skämtvisor i balladform till de medeltida balladerna. Emellertid finns de med som en likvärdig balladgenre i katalogen The Types of the Scandinavian Medieval Ballad (se uppslagsord Medeltida ballader) samt i de två delarna av band fem av den text- och melodikritiska utgåvan Sveriges medeltida ballader utgiven av Svenskt visarkiv. I skämtvisorna vänds den samhälleliga ordningen upp och ner, handlingen utspelar sig bland de lägre klasserna och satiren kan riktas åt många olika håll, ibland med omvända genus- och maktförhållanden. Några mycket spridda skämtballader är ”Mjölnarens dotter” (SMB 229), ”Bonden och kråkan” (SMB 248) och ”Tordyvelns bröllop” (SMB 253).